# Triaenops persicus
Triaenops persicus là một loài động vật có vú trong họ Dơi nếp mũi, bộ Dơi. Loài này được Dobson mô tả năm 1871.

## Hình ảnh

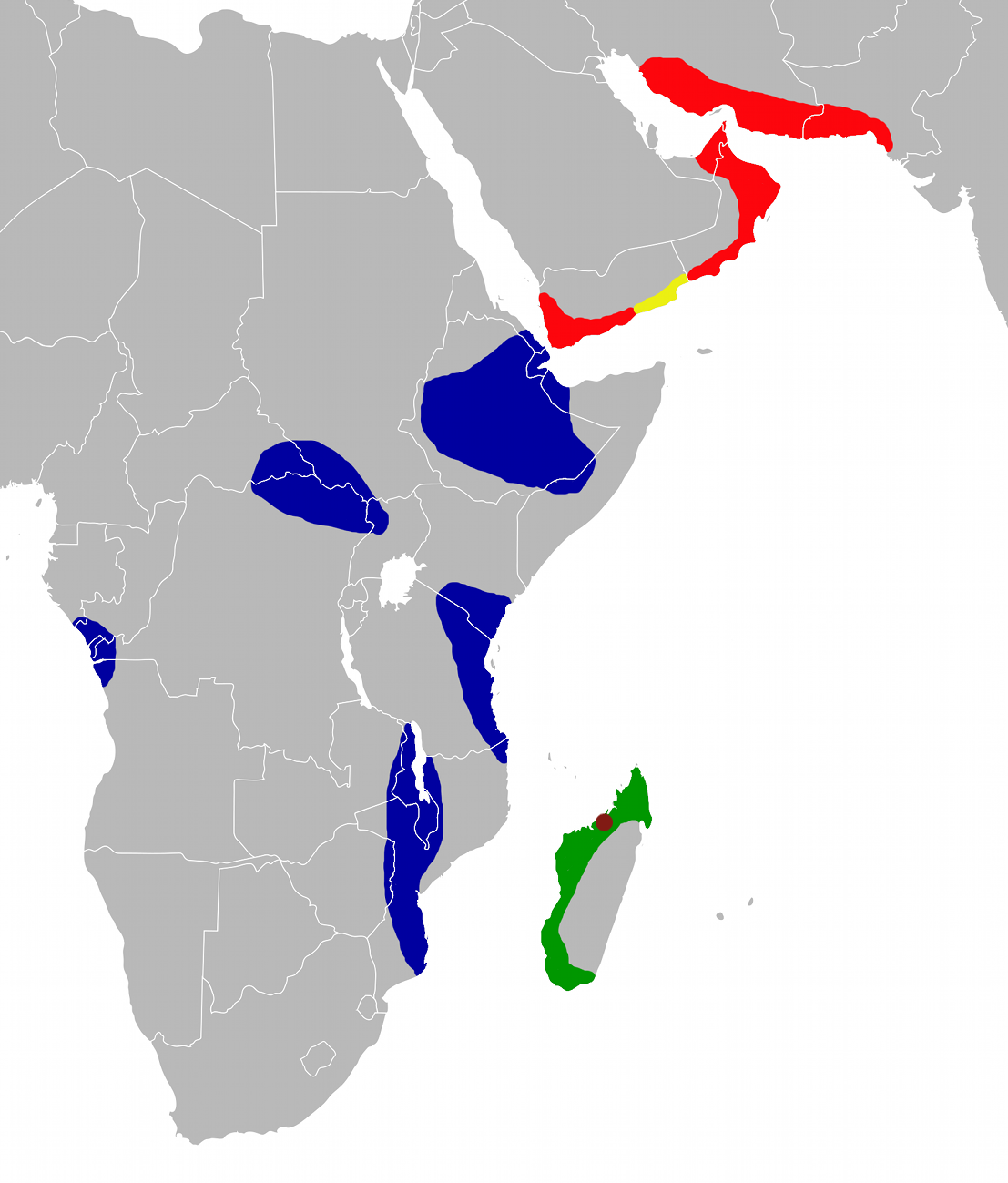